# Морилов Микола Сергійович
Микола Сергійович Морилов (рос. Николай Сергеевич Морилов, 11 серпня 1986) - російський лижник, призер Олімпійських ігор. 
Микола Морилов бере участь у змаганнях міжнародного рівня з 2004. Спеціалізується у спринті. На його рахунку дві медалі чемпіонатів світу. 
На Олімпіаді у Ванкувері Морилов, разом із Олексієм Пєтуховим, здобув бронзові медалі в командному спринті. 
Сестра Миколи Морилова, Наталія Коростельова, теж призер Олімпіади у Ванкувері. 